# AMD PowerPlay
AMD PowerPlay (ehemals ATI PowerPlay) bezeichnet eine Technik zur Leistungs- und Stromspar-Steuerung des Halbleiter-Herstellers AMD (ehemals ATI). Die Technik ist in den Mobility-Radeon-, Imageon- und Radeon-GPUs implementiert.

## Geschichte und weitere Einzelheiten
Die Technik wurde zuerst in den Mobility-Radeon-GPUs verwendet, um den Stromverbrauch von tragbaren Rechnern (wie etwa Notebooks) zu senken. PowerPlay umfasst mehrere Technologien, wie zum Beispiel dynamisches Heruntertakten des Grafikchips, während der Rechner nicht an ein Netzteil angeschlossen ist, und Abdimmen des LCDs. Die letzte Revision ist ATI PowerPlay 7.0.
Nach der Übernahme von ATI durch AMD – im Jahr 2006 – wurde die Entwicklung weiter betrieben.
Ab der Radeon-HD-3800-Serie, im Jahr 2007, wurde PowerPlay auch in ATIs Desktop-Grafikkarten implementiert, um den Stromverbrauch der GPU zu senken. Im 2D-Modus ist es dadurch möglich, die Drehzahl des GPU-Lüfters zur Verringerung der Lautstärke sowie die Temperatur des Grafikchips zu senken.
Der Hauptunterschied zwischen den Implementierungen auf Desktop- und Mobil-Grafikkarten, ist die Beschneidung der Desktop-Versionen um die Notebook-spezifischen Funktionen (variable LCD-Beleuchtung). Die PowerPlay-Technologie für Desktop-Radeons verwendet außerdem drei Stromsparszenarios; Normalmodus (2D-Modus), einen Hybridmodus und einen Spielemodus (3D-Modus), im Gegensatz zu zwei Szenarien in Notebooks (an ein Netzteil angeschlossen oder nicht). Tests belegen, dass der Kerntakt einer RV670-GPU immerhin auf 300 MHz mit aktiviertem PowerPlay gesenkt werden kann.
Bei der Radeon-HD-4800-Serie, im Jahr 2008, wurde PowerPlay zwar implementiert, zu dieser Zeit wurde jedoch noch nicht die Effizienz früherer Karten erreicht.
Anfang 2016 wurden erste Teile der Technik in den Linuxkernel aufgenommen.